# Залив Вилькицкого
Зали́в Ви́лькицкого — залив в Баренцевом море, в западной части острова Северный, который входит в архипелаг Новая Земля. Расположен севернее залива Норденшельда. Открыт в 1910 году Владимиром Русановым и назван в честь русского гидрографа-геодезиста Андрея Ипполитовича Вилькицкого.
В залив Вилькицкого впадает река Зелёная.
Восточнее залива находятся ледники Северный и Южный Глетчер, на севере от залива Кривошеина залив Вилькицкого отделяет полуостров Крокодил.